# Allochernes aetnaeus
Espèce
Allochernes aetnaeus est une espèce de pseudoscorpions de la famille des Chernetidae.

## Distribution
Cette espèce est endémique de Sicile en Italie. Elle se rencontre sur l'Etna.

## Étymologie
Son nom d'espèce lui a été donné en référence au lieu de sa découverte, l'Etna.

## Publication originale
- Beier, 1975 : Weitere bemerkenswerte Pseudoscorpione von Sizilien. Animalia, Catania, vol. 2, p. 55-58.